# أف-زيرو: جي بي ليجند
أف-زيرو: جي بي ليجند (بالإنجليزية: F-Zero: GP Legend)‏ هي لعبة فيديو سباقات صدرت في 28 نوفمبر 2003، وهي متوفرة على أجهزة غيم بوي أدفانس. اللعبة من تطوير سوزاك ومن نشر نينتندو.